# Буркинийско-израильские отношения
Буркинийско-израильские отношения — настоящие и исторические международные дипломатические, политические, экономические, военные, культурные и прочие отношения между Государством Израиль и Буркина-Фасо.
Буркина-Фасо представлена в Израиле нерезидентным послом, который работает из Каира, Египет.
Израиль представлен в Буркина-Фасо нерезидентным послом, который работает из Абиджана, Кот-д’Ивуар.

## История
11 июня 1961 года было подписано соглашение о техническом сотрудничестве между двумя странами.
Первый президент Верхней Вольты (ныне Буркина-Фасо) Морис Ямеого посетил Израиль с официальным визитом 5 июля 1961 года. Шломо Хилель стал первым послом Израиля, аккредитованным на Кот-д’Ивуар, Дагомею, Республику Верхняя Вольта и Нигер.

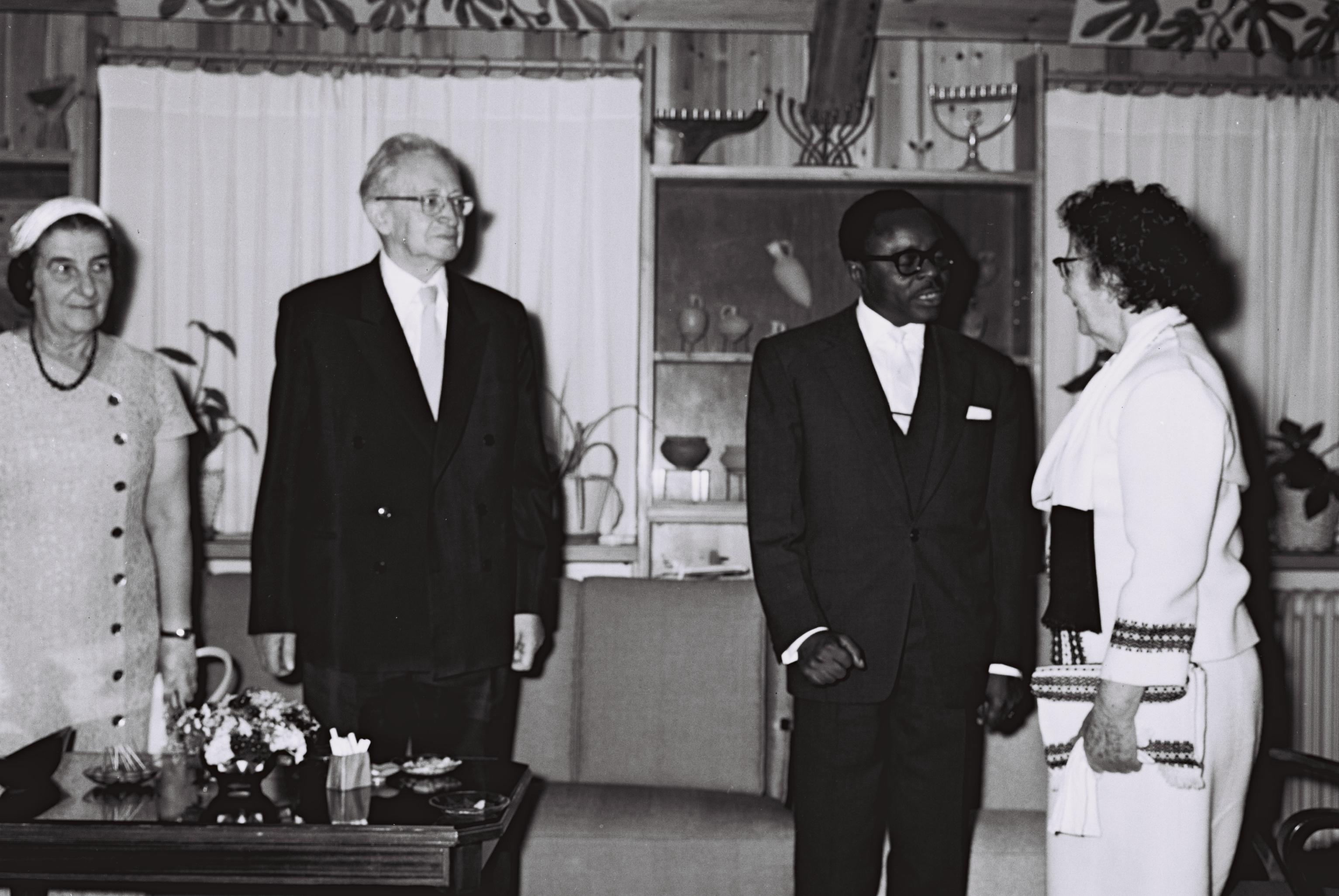
Слева направо: глава МИД Голда Меир, президент Израиля Ицхак Бен-Цви, президент Верхней Вольты Морис Ямеого и первая леди Израиля Рахель Янаит Бен-Цви

14 августа 1965 года было подписано двустороннее соглашение о паспортах и визах.
В 2015 году новый посол Буркина-Фасо вручил верительные грамоты израильскому президенту Реувену Ривлину в его резиденции в Иерусалиме. На совместной встрече посол отметил, что его страна заинтересована в привлечении израильских пенсионеров в качестве туристов.
В декабре 2016 года в Израиле состоялся саммит министров сельского хозяйства 15 африканских стран, среди которых был и представитель Буркина-Фасо. Это первый случай проведения саммита ECOWAS не в одной из стран-членов организации. Визит прошёл в рамках сотрудничества Еврейского Национального Фонда с организацией Экономического Сообщества Западно-Африканских стран (ECOWAS).
В июне 2017 года израильский премьер Нетаньяху принял участие в саммите ЭКОВАС в Либерии. В рамках конференции он провёл переговоры с лидером Буркина-Фасо.
4 июля 2017 года Буркина-Фасо (вместе с Ямайкой и Филиппинами) стала одной из немногих стран, выступивших против решения о непризнании суверенитета Израиля над Иерусалимом и осуждения проводимым им археологических раскопок в Старом городе.

## Сотрудничество

### Экономическое
В 2015 году израильский экспорт в Буркина-Фасо составил $ 13,7 млн и включал рафинированные масла, пластиковые листы, пестициды, телефоны и проч. В этот же год объем экспорта товаров из Буркина-Фасо в Израиль составил $ 267 тыс. и включал в себя главным образом кокосы, орехи, семена масличных культур, кешью, электрические трансформаторы и др.
В 2016 году объём израильского экспорта в Буркина-Фасо достиг $10,2 млн. Основными статьями экспорта являлись рафинированные масла, принтеры, телефоны, пластиковые крышки и проч. В тот же год экспорт из Буркина-Фасо в Израиль составил $9,36 тыс. и включал в себя барабаны, деревянные украшения, буклеты и проч.

### Оборона и безопасность
В сентябре 2008 года Израиль расширил запрет на поставку оружия в страны Африки с тем, чтобы оно не попадало в Кот д’Ивуар (изначальный запрет был введён в 2004 году под давлением США и Франции после того, как в стране вспыхнули беспорядки). Под нынешний запрет попала Либерия, Мали, Гвинея и Буркина-Фасо.

### Телекоммуникации
В марте 2009 году израильская компания «Alvarion» подписала контракт на проведение широкополосного интернета по технологии WiMAX в Буркина-Фасо. Ранее «Alvarion» успешно завершила пилотный проект по подключению к интернету при помощи WiMAX все почтовые отделения города Угадугу, столицы страны.